# Заполье (Барановичский район)
Запо́лье (бел. Заполле) — деревня в Барановичском районе Брестской области Белоруссии. Входит в состав Столовичского сельсовета. Население по переписи 2019 года — 56 человек.

## География
Расположена в 12,5 км к северу от центра Барановичей и в 3 км по автодорогам к северу от центра сельсовета, агрогородка Столовичи. По территории населённого пункта протекает река Смолянка (правый приток Щары), образующая водоём. Имеется ферма крупного рогатого скота.

## История
Обозначена на карте Шуберта первой половины XIX века. По переписи 1897 года — в Столовичской волости Новогрудского уезда Минской губернии, 58 дворов. В 1909 году — деревня той же волости, 37 дворов.
После Рижского мирного договора 1921 года — в составе гмины Столовичи Барановичского повета Новогрудского воеводства Польши. По переписи 1921 года в деревне числилось 35 жилых зданий, в которых проживало 207 человек (97 мужчин, 110 женщин), из них 198 поляков и 9 евреев (по вероисповеданию — 198 православных и 9 иудеев).
С 1939 года — в составе БССР. С 15 января 1940 года в Новомышском районе Барановичской, с 8 января 1954 года — Брестской области, 8 апреля 1957 года район переименован в Барановичский. В период Великой Отечественной войны с конца июня 1941 года до 8 июля 1944 года оккупирована немецко-фашистскими войсками. На фронтах войны погиб один сельчанин.
До недавнего времени действовал магазин.

## Население
По состоянию на 1 января 2023 года в деревне проживало 50 человек в 18 хозяйствах, в том числе 10 моложе трудоспособного возраста, 28 — в трудоспособном возрасте и 12 пенсионеров. 
| Численность населения (по переписи) | Численность населения (по переписи) | Численность населения (по переписи) | Численность населения (по переписи) | Численность населения (по переписи) | Численность населения (по переписи) | Численность населения (по переписи) | Численность населения (по переписи) |
| 1897                                | 1909                                | 1921                                | 1959                                | 1970                                | 1999                                | 2009                                | 2019                                |
| ----------------------------------- | ----------------------------------- | ----------------------------------- | ----------------------------------- | ----------------------------------- | ----------------------------------- | ----------------------------------- | ----------------------------------- |
| 229                                 | ↘178                                | ↗207                                | ↘144                                | ↘84                                 | ↘61                                 | ↘56                                 | →56                                 |